# Репьёвка (станция, Новоспасский район)
Репьёвка — станция (тип населённого пункта) в Красносельском сельском поселении Новоспасского района Ульяновской области.

## География
Станция Репьёвка находится у остановочного пункта 936 км на линии Куйбышевской железной дороги, рядом с селом Репьёвка, в 135 км от областного центра Ульяновск.

## История
В 1874 году рядом с селом Репьёвка была проложена Моршанско-Сызранская железная дорога (с 1890 года — Сызранско-Вяземская железная дорога), на которой была открыта станция Репьёвка.
Со временем вдоль станции стали создаваться посёлки: Козий № 2, Матрунино и Госмельница № 72, которые вошли в посёлок Станция Репьёвка и, д. Александровка, пос. Банкет, пос. Каменка, пос. Марьевка, пос. Козий № 1, которые 18 июля 1975 года, решением Ульяновского облисполкома № 557, вошли в состав Красносельского сельсовета с центром во вновь возникшем посёлке Красносельск.
С 2005 года посёлок станции Репьёвка включён в Красносельское сельское поселение.

## Население
| 2010 |
| ---- |
| 449  |

| Год  | Число дворов | Число жителей | Примечания              |
| ---- | ------------ | ------------- | ----------------------- |
| 1897 | 3            | 49            | Репьёвская волость      |
| 1913 | 3            | 74            | Есть почтовое отделение |
| 1927 | 26           | 123           |                         |
| 2010 |              | 449           |                         |

## Инфраструктура
Путевое хозяйство. Действует о.п. 936 км.

## Транспорт
Автомобильный и железнодорожный транспорт.